# Storage Management Initiative - Specification
SMI-S (sigle pour Storage Management Initiative - Specification) est une spécification de norme de gestion du stockage, analogue à ce qu'est SNMP pour les équipements réseau informatique. C'est une norme ANSI développée et maintenue par l'association Storage Networking Industry Association (SNIA). SMI est basée sur les standards Common Information Model et Web-Based Enterprise Management définis par Distributed Management Task Force.
Le principal objectif de la norme SMI-S est de permettre une certaine interopérabilité entre constructeurs d'équipements de stockage SAN.

## Historique
Initialement développée en 2000 sous le nom Bluefin par un groupement de partenaires appelé Partner Development Process, SMI-S 1.0 a été publié en 2002, et est devenu un standard ANSI en 2004 (ANSI 388-2004). La version 1.1 sort en 2005. La version 1.03 est devenue une norme ISO en 2006 sous le n° IS24775-2006. La version v1.4 est publiée en 2009, la v1.6 est publiée en février 2012.

## Principe
SMI-S définit des profils d'administration DMTF pour les équipements de stockage.
Les fabricants de matériels fournissent des providers WBEM qui définissent des classes, dérivées du CIM Schema, modélisant le matériel fourni par ces constructeurs,,.
La spécification SMI-S est découpée en profils et sous-profils. Les entités SMI-S sont divisées en deux catégories:
- Client (applications implantées virtuellement n'importe où dans le réseau)
- Serveur (éléments gérés dans la Fabric SAN)

Les éléments serveurs peuvent être des HBA, des baies de disques, des switchs, etc.